# Михалкович, Александр
Александр Михалкович (бел. Аляксандр Міхалковіч) — белорусский фотограф и кинорежиссёр.
Михалкович является выпускником Московского государственного университета культуры и искусств, аспирантуры при РГБ им. Ленина, изучал фотографию на курсах А. Поликанова, Ю. Козырева, Т. Плотниковой (2013), Стэнли Грина (2013), у Саймона Норфолка в International Summer School of Photography (2014, 2015). В 2015—2016 годах учился режиссуре в LUCA School of Arts.
Михалкович несколько раз становился лауреатом престижного конкурса Belarus Press Photo. Фотоальбом его работ, сделанных во время службы в армии, выиграл приз Belarus Press Photo 2011, а в 2013-м году был объявлен властями «экстремистскими материалами».
В 2014 году проект Михалковича «Заставить интернет помнить Холокост» победил в номинации «Арт-фотография» на премии «Прафота».
Выступив режиссёром нескольких короткометражных лент, в 2018 году Михалкович снял дебютный полнометражный фильм «Моя бабушка с Марса», основанный на истории его семьи. Бабушка режиссёра, рождённая в Советском союзе, жила в России и на Украине, в 2003 году переехала в Крым чтобы спокойно жить на пенсии, но после 2014 года оказалась оторвана от семьи, потеряла друзей и оказалась в конфликте с соседями из-за разных политических взглядов. Картина открывала фестиваль Neighbours From The East 2019, была показана на более чем 30 международных фестивалях и выиграла премию Docu Talents from the East.
В 2023 году Михалкович совместно с журналисткой «Белсата» Анной Бодяко выпустил фильм «Радзіма» («Родина»). Картина отражает взгляд авторов на современную Беларусь и её социальные нормы, рассуждает о влиянии власти и авторитарного режима на личность. Основываясь на реальных событиях, фильм рассказывает о дедовщине в армии и её прямой связи с жестоким подавлением мирных протестов после президентских выборов 2020 года. «Радзіма» стал самым успешным белорусским фильмом 2023 года. Фильм был номинирован на премию Европейской киноакадемии, победил на фестивалях «Северное сияние», CPH:DOX в Копенгагене, немецком Wiesbaden goEast, выиграл приз зрительских симпатий на польском Кинофоруме в Кракове, кинофестивале NNW в Гдыне и др.

## Фильмография
- 2023 — «Радзіма» («Родина»), совместно с Анной Бодяко;
- 2018 — «Моя бабушка с Марса»;
- 2016 — White Sheet of Paper (короткометражный);
- 2015 — Red Ripper in Brussels (короткометражный).

## Фотопроекты
- «Заставить интернет помнить Холокост»;
- «Прошлое умирает сегодня»[21].